# Takeo Matsuda
Takeo Matsuda (japanisch 松田 岳夫 Matsuda Takeo; * 13. Oktober 1961 in der Präfektur Tokio) ist ein
japanischer Fußballtrainer und ehemaliger Fußballspieler.

## Karriere

### Spieler
Matsuda erlernte das Fußballspielen in der Universitätsmannschaft der Nihon-Universität. Seinen ersten Vertrag unterschrieb er 1984 bei Fujitsu. Der Verein spielte in der zweithöchsten Liga des Landes, der Japan Soccer League Division 2. Ende 1990 beendete er seine Karriere als Fußballspieler.

### Trainer
2009 wurde Matsuda Trainer von Tokyo Verdy. Der Verein spielte in der zweithöchsten Liga des Landes, der J2 League. 2010 wechselte er zum Drittligisten Gainare Tottori. Im selben Jahr wurde er mit dem Verein Meister der Japan Football League und stieg in die zweite Liga auf. 2012 wechselte er zum Drittligisten FC Ryūkyū.